# Commissioner (schottisches Parlament)
Commissioner war die Bezeichnung für ernannte oder gewählte Parlamentarier in Vertretung eins Royal Burgh, eines Shire oder einem ähnlichen Verwaltungsbezirk im Parliament of Scotland in der Zeit des Königreichs Schottland bis zu dessen Auflösung durch die Union mit dem Königreich England im Jahr 1707. Alternative Bezeichnungen könnten Mitglied des Parlaments oder Abgeordneter sein, was aber auch auf die Mitglieder aus den beiden anderen Ständen gelten würde.
Das schottische Parlament, auch als drei Stände (engl. Three Estates; scots Thrie Estaitis) bekannt und die Ständeversammlung (engl. Convention of the Estates) waren ein Einkammerparlament. Commissioners saßen neben den Prälaten (Äbten und Bischöfen, dem ersten Stand) und den Vertretern des Adels (dem zweiten Stand). Viele Parlamentsaktivitäten wurden an einen parlamentarischen Ausschuss delegiert, der aus der Mitte der Abgeordneten gewählt wurde. Diese Lords of the Articles skizzierten Gesetze, die dann vom gesamten Parlament diskutiert und entschieden wurden. Diesem Komitee wurde häufig vorgeworfen, es sei schnell von königstreuen Politikern kontrolliert worden und daher ein zahnloser Tiger bezüglich bürgerlicher Freiheiten. Zwar traf dies sicher für das späte 16. Jahrhundert zu, als Jakob VI. die Lords of the Articles stark beeinflusste. Neuere Forschung zeigt jedoch, dass zumindest für einige Zeit das Gegenteil der Fall war und 1482 von den Lords sogar die Amtsenthebung von König Jakob III. diskutiert wurde.

## Commissioners der Burghs
Vertreter der Royal Burghs waren der dritte Stand, die am längsten bestehende und mächtigste Gruppe von parlamentarischen Mitgliedern im Parlament. Diese Personen trafen sich seit 1326.
Vertreter der Burghs handelten oft gemeinschaftlich, was dadurch begünstigt wurde, dass die Versammlung der Burghs (Convention of Royal Burghs) häufig im selben Zeitraum wie das Parlament zusammentrat.

## Commissioners der Shires
Ab dem 16. Jahrhundert wurde der zweite Stand des Adels reorganisiert. Nun wurden Vertreter aus dem niederen Adel, aber auch Bürgerliche als Vertreter der Shires gewählt, was manchmal als vierter Stand interpretiert wird.
Shires, Stewartries oder Constabularies entsandten zwei Commissioners ins Parlament. Eine Ausnahme bildeten nur die Shires von Clackmannan und Kinross, die wegen ihrer Größe nur je einen Commissioner entsenden durften. Jede dieser Verwaltungseinheiten hatte aber nur eine Stimme im Parlament, so dass die beiden Commissioners eines Shires sich bei Abstimmungen einigen mussten. Andererseits mussten Parlamentarier ihre Wählerschaft nicht um ein Mandat befragen, sie hatten also Entscheidungsgewalt. Die ersten Commissioners aus den Shires waren Lesser Barons. Die erste schriftlich nachweisbare Wahl fand am 31. Januar 1596 im Aberdeenshire statt.
Die Macht der Shire-Commissioners wuchs mit der Zeit beträchtlich, besonders mit dem langfristigen Niedergang der Macht der Prälaten nach der Reformation. 1640 schafften die Covenanters die Sitze der Bischöfe ab und jedem Shire-Commissioner wurde eine Stimme gegeben. Diese Wahlordnung wurde bis zur Restoration der Bischofssitze 1662 aufrechterhalten.